# Bacteria horni
Bacteria horni är en insektsart som beskrevs av Ludwig Redtenbacher 1908. Bacteria horni ingår i släktet Bacteria och familjen Diapheromeridae. Inga underarter finns listade.